# Liceul „Josip Broz Tito” din Skopje
Liceul „Josip Broz Tito” (în macedoneană СУГС Гимназија "Јосип Броз Тито") este un liceu de stat din centrul orașului Skopje, capitala Macedoniei de Nord. Școala poartă numele lui Josip Broz Tito, primul președinte al Republiciie Socialiste Federative Iugoslavia.

## Istoric
Liceul a fost înființat pe 1 decembrie 1944 de Prezidiul Adunării Antifasciste pentru Eliberarea Națională a Macedoniei și și-a început activitatea pe 1 februarie 1945 cu 790 de elevi. Imediat după înființare, Consiliul Profesoral al liceului a decis ca numele instituției să fie Liceul „Josip Broz Tito”.
Pe 13 noiembrie 1972 liceul s-a mutat într-o clădire proprie, nou construită, unde funcționează pânâ în prezent.
În 1964, liceul a primit Placa Memorială a orașului Skopje. În 1975, Josip Broz Tito, a conferit liceului Ordinul Muncii cu o stea de aur.
Cursurile liceului urmează Programul de Diplomă al Bacalaureatului Internațional, precum și programele obișnuite pentru examenul de maturitate.